# Friedrich Sperl

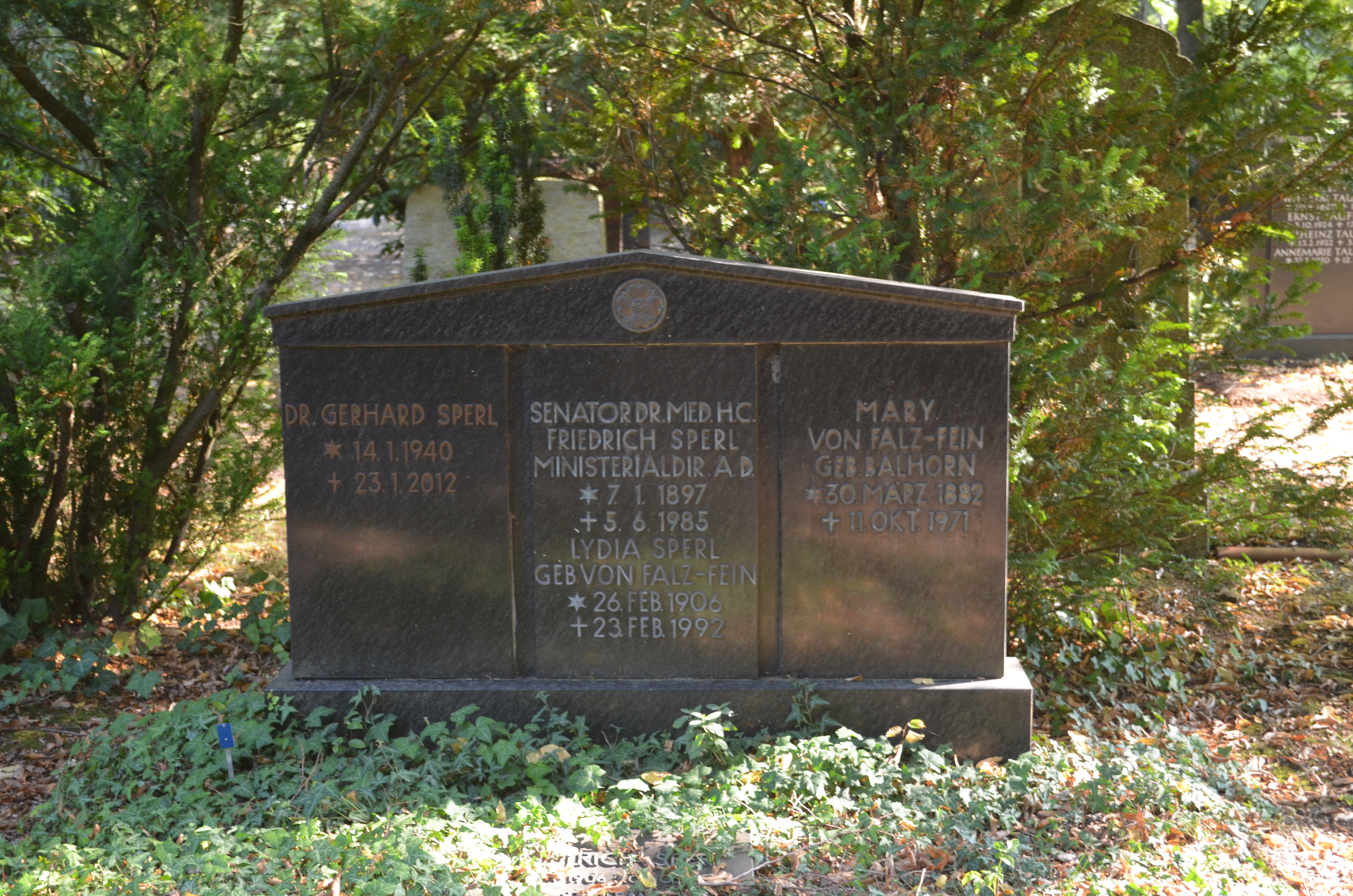
Grab Friedrich Sperl

Friedrich Sperl (* 7. Januar 1897 in Bromberg; † 5. Juni 1985 in Frankfurt am Main) war ein deutscher Wirtschaftsfachmann.
Geboren als Sohn eines Regierungsrates in Bromberg, wuchs Friedrich Sperl in Posen auf, wo er auch das Gymnasium besuchte. 1919 begann er in Rostock ein Jurastudium.
Sperl war seit 1924 Ministerialbeamter in Berlin, ab 1934 Reichskommissar an der Berliner Börse und 1937 bis zu seiner Entlassung aus politischen Gründer Leiter der Bankenabteilung im Reichswirtschaftsministerium. Er wurde Vorstandsmitglied der Rheinisch-Westfälische Bodencreditbank, 1940/41 Referent im Reichskommissariat für die Verwaltung von Feindvermögen, dann geschäftsführender Gesellschafter und schließlich Generaldirektor der Firma Telefonbau und Normalzeit in Frankfurt a. M. Aufgrund von Kontakten zu Widerstandskreisen über Goerdeler war er von August 1944 bis April 1945 inhaftiert: Gestapohaft in Berlin, KZ Ravensbrück und Sachsenhausen. Nach 1945 folgten Tätigkeiten für Industrieverbände, seit 1963 war er Vorsitzender des Geld- und Kreditausschusses beim BDI, und auch Vorsitzender der Stiftung Hilfswerk 20. Juli 1944. 1948 war er Gründungsmitglied des Zentralverbands der Elektroindustrie.
Friedrich Sperl ist auf dem Neuen Friedhof Bockenheim begraben.
Seine ebenfalls hier bestattete Ehefrau Lydia Sperl (* 25. Februar 1906 in München; † 23. Februar 1992 in Frankfurt) war Malerin und entstammte der deutsch-russischen Familie der Barone von Falz-Fein, die durch Verheiratung mit der Familie des Schriftstellers Vladimir Nabokov sowie des Komponisten Nicolas Nabokov verschwägert war. Lydia Sperls Vater Eduard Falz-Fein war der Bruder von Friedrich von Falz-Fein, der selbst ein deutsch-russischer Großgrundbesitzer und Gründer des Naturschutzgebiets Askanija-Nowa (russisch Аскания-Нова, Ukraine) war.

## Ehrungen
- 1957: Großes Verdienstkreuz der Bundesrepublik Deutschland
- 1966: Großes Verdienstkreuz mit Stern der Bundesrepublik Deutschland

## Friedrich Sperl-Preis (Preis zur Förderung der Geisteswissenschaften)
Zum Gedenken an Dr. h. c. Friedrich Sperl, Wirtschaftsmanager im Widerstand gegen Hitler und engagierter Förderer von Kultur und Wissenschaft, stiftete 1968 die Goethe-Universität Frankfurt am Main den Friedrich Sperl-Preis, der herausragende Arbeiten des Historiker-Nachwuchses auszeichnet. Seine Dotierung beträgt z. Z. 2.500 Euro.